# أكاديمية العلوم الصحية
أكاديمية العلوم الصحية هي أكاديمية تتبع لوزارتي الصحة والتعليم العالي في السودان، وقد أنشئت في العام 2005.
لها أفرع ولائية والأكاديمية المركزية موجودة بالعاصمة السودانية الخرطوم.
تمنح الشهادات الفنية للكوادر الصحية ودرجة البكالوريوس و الدبلوم في التمريض، ودبلوم تقني المساعد الطبي العمومي، ودبلوم الأسنان، ودبلوم الصحة العامة وصحة البيئة، ودبلوم التخدير، ودبلوم المختبرات الطبية، ودبلوم محضري العمليات الجراحية.

## نشأة أكاديمية العلوم الصحية
السودان رائدا في مجال تدريب القوى العاملة في مجال الرعاية الصحية. حيث أنشئت أول مدرسة المساعدين الطبيين في عام 1918، ومدرسة القبالة الأولى في عام 1921، تلتها مدرسة كتشنر للطب في عام 1924. وبالرغم من هذه الريادة إلا أن النظام الصحي السوداني لم يتخذ في العقود الأخيرة المسار الأمثل حسب آراء العديد من المراقبين بما في ذلك المنظمات الصحية العالمية فيهم منظمة الصحة العالميةWHO. وبالرغم من ذلك، إلا أن الإحصاءات التي أخذت من المسوحات الصحية خلال السنوات الأخيرة، أظهرت عجزا كبيرا في الموارد البشرية في الحقل الصحي خاصة في مجالات التمريض والقبالة وغيرها من الكوادر الطبية المساعدة، يقترب العجز في هيئة التمريض إلى نحو 52.943 لكادر تمريض و 16.761 لكوادر القبالة والزائرات الصحيات، ونحو 32.000 (للكوادر المساعدة الأخرى)، هذا وفق المسح القومي للعاملين بالخدمات الصحية (2006) والتي أجرته منظمة الصحة العالمية، كما أظهرت النسبة المختلة لصالح الأطباء بوجود 10 أطباء مقابل ممرض أو كادر صحي واحد من العاملين في مجال الرعاية الصحية وهذه نسبة معكوسة مقابل المعايير الدولية. أجبرت هذه الوقائع وزارة الصحة الاتحادية لتأسيس أكاديمية للعلوم الصحية. التي أنشأت أفرع تدريبية بالمركز والولايات لتغطية المناطق النائية من السودان.
وتعتبر أكاديمية العلوم الصحية استجابة جيدة لإعلان السودان لتلبية متطلبات الخطة الإستراتيجية لسد الفجوة وتطوير الخدمات الصحية وتطوير الكادر المقدم لها كماً ونوعاً.وقد افتتحت رسميا في 26 نوفمبر 2005، بحضور وزراء الصحة الاتحادية والتعليم العالي إلى جانب المدير الإقليمي رئيس المكتب الإقليمي للشرق الأوسط(EMRO). وقد بدأت أكاديمية العلوم الصحية على نحو فعال في عام 2007 ومنذ ذلك الحين بلغ عدد طلابها حوالي 25000 طالب وطالبة في مُختلف التخصصات مثل القبالة والتمريض وغيرها من المهن الطبية المساعدة. وبها 27 برامج بما في ذلك كافة المهن الطبية المساعدة مثل المساعدين الطبيين، طب الأسنان، والمختبرات، والتخدير الخ. 
وذلك لإنتاج خريجين ذوي كفاءات تغطي حاجات مستشفيات القرن 21 الحديثة، وتلبية احتياجات النظم الصحية اليوم وتتناسب مع التقدم الرقمي، ولردم الهوة في مجال الكادر المقدم للخدمة الصحية والحفاظ على توازن فريق الرعاية الصحية من خلال توفير الاحتياجات التعليمة المتطورة.

## موقع أكاديمية العلوم الصحية
يقع المقر الرئيسي لأكاديمية العلوم الصحية في مدينة الخرطوم في تقاطع شارع البلدية مع شارع عبد الله النور ولها 10 مراكز بولاية الخرطوم في المستشفيات التعليمية الاتحادية (الشعب، الخرطوم، بحري وأمدرمان) بالإضافة لمراكز منتشرة في مدن العاصمة للبرامج التخصصية (المساعدين الطبيين العموميين، العيون، الصيدلة، المختبرات، الأسنان، القبالة، التخدير والعلاج الطبيعي)..

## التوزيع الجغرافي لمراكز الأكاديمية
للأكاديمية أكثر من 18 فرع ولائي برئاسات الولايات مع اختلاف البرامج الدراسية والدرجات العلمية كما توجد بعض الولايات لها أفرع تحت الولائية (مراكز) مثلا في ولاية الخرطوم 9 مراكز بالمستشفيات الاتحادية أدمجت أغلب هذه المراكز في مدرسة علوم التمريض بأمدرمان (مدرسة الزائرات سابقاً)، وفي ولاية الجزيرة توجد 4 أفرع في كل من الحصاحيصا والكاملين ورفاعة وأم القرى، وللأكاديمية موقع الكتروني تقليدي (غير ديناميكي) يعلن عن وجودها ويوجد به كم كبير عن المعلومات حول المنشأ والأهداف ومراحل التطور غير أن العمل فيه لا يقدم الفعالية المثلى لدعم أهداف الأكاديمية العامة والخاصة، بمعنى آخر يمكن الإفادة بجعل الموقع تفاعلي وأكثر ديناميكية ما يحسن من بيئة التعليم والتعلم الإلكتروني وما تقدمه التكنولوجيا من خدمات التسجيل والنشر والتواصل الإلكتروني توفيرا للجهد والمال وتسهيلا لعمليات التخطيط وإنزال السياسات الإشراف واستقراء التقارير.

## الأهداف الإستراتيجية لأكاديمية العلوم الصحية
في ظل سياسة الحكم اللامركزي واعتماد سياسة اللامركزية الفعالة لإدارة الفروع الولائية الـ18 التي تخضع للزيادة أو النقصان بحسب ما تقتضيه السياسات الحكومية، وخدمة لعدالة توزيع الخدمات العلاجية الخارجية، تلتزم أكاديمية العلوم الصحية للحفاظ على الأسس أكاديمية، والتنوع الثقافي، والموضوعية والمساواة في الفرص والتعليم المستمر أكاديمية العلوم الصحية ملتزمة بمواصلة التعليم للعاملين الصحيين لضمان استمرارية النمو والرفاه للمجتمع:
1. أكاديمية العلوم الصحية تقدم خدمات التعليم والتدريب مجانا من أجل تعزيز الممرضات والقابلات والكوادر الطبية المساعدة. لسد الفجوة القائمة والمحافظة على مزيج المهارات وذلك بزيادة تعليم الأطر الصحية بالجودة المطلوبة.
2. تحقيق عناصر التفرد بالأكاديمية (اللامركزية؛ المناهج ؛ مواصفات الخريج ؛التنوع إضافة إلى العلاقات العامة خاصة بوزارات الصحة والتعليم العالي).
3. المناصرة لتوظيف الخريجين.

## الدرجات العلمية بأكاديمية العلوم الصحية
يتم قبول الطلاب من بناءاً على الشهادة الثانوية السودانية، وتمنح أكاديمية العلوم الصحية الدرجات العلمية التالية:
1. بكالوريوس بعد دراسة ثمانية فصول دراسية أي ما يعادل 120 ساعة معتمدة، بما في ذلك التدريب النظري والعملي بنسبة 40٪ إلى 60٪ على التوالي.
2. تجسير البكلاريوس للكادر العامل بمواقع تقديم الخدمات الصحية ولديهم الدبلوم الفني مع خبرة 5 سنوات كحد أدنى أو أولئك الحاصلين على الشهادة الثانوية الفنية مع خبرة 10 سنوات بعد دراسة أربعة فصول أو ما يعادل 60 ساعة معتمدة، ويشمل التدريب النظري والعملي بنسبة 40٪ إلى 60٪ على التوالي.
3. دبلوم فني ويعادل مؤهل جامعي بعد دراسة ستة فصول دراسية أي ما يعادل 90 ساعة معتمدة على الأقل، بما في ذلك التدريب النظري والعملي بنسبة 40٪ إلى 60٪ على التوالي.
4. الشهادة الفنية وتعادل مؤهل ثانوي بعد دراسة تسعة أشهر على الأقل، بما في ذلك التدريب النظري والعملي بنسبة 40٪ إلى 60٪ على التوالي.

## مؤشرات التميز بأكاديمية العلوم الصحية
قدمت أكاديمية العلوم الصحية نموذجاً يحتذى بما أحدثت من اختراقات تغلبت من خلالها على مخاض البداية وصعوبات الانتشار الجغرافي ومشاكل التداخل بين المؤسسات الصحية والتعليمية والإدارية، ومن أهم هذه الاختراقات:
- مجانية التعليم: حيث تقدم أكاديمية العلوم الصحية خدمات التعليم والتدريب مجانا (فقط تدفع رسوم التسجيل) من أجل تعزيز الممرضات والقابلات والكوادر الطبية المساعدة. لسد الفجوة القائمة والمحافظة على مزيج المهارات وذلك بزيادة تعليم الأطر الصحية بالجودة المطلوبة.
- تأسيس الشراكات: حيث أقامت أكاديمية العلوم الصحية عدة شراكات لتوفير الكثير من معينات التعليم والبنية التحتية وكان من أقوى هذه الشراكات الشراكة مع منظمة الصحة العالمية WHO وصندوق الأمم المتحدة للسكانUNFPA ومنظمات عديدة مثل التحالف العالمي للقاحات والتحصين Gavi هيئة التعاون الدولي اليابانية Jica وغيرها من المنظمات الدولية والإقليمية التي تعنى بتطوير الخدمات الصحية والعلاجية على مستوى العالم.
- إشراك أهل الشأن: حيث أقامت أكاديمية العلوم الصحية بعقد بروتوكولات مع وزارات الصحة الولائية، كما خلقت تعاونا قويا مع نقابة العاملين بالمهن الصحية والاجتماعية تتضمن استقطاع مبالغ مالية (2جنيه من كل موظف بوزارات الصحة) لصالح الأكاديمية من كل العاملين بالقطاع الصحي في مقابل التزام الأكاديمية بترفيع كل العاملين في الحقل الصحي إلى درجة البكالوريوس ضمن برامج التجسير ولا يزال هذا التعاون مستمرا. وظلت أكاديمية العلوم الصحية ملتزمة بمواصلة التعليم للعاملين الصحيين لضمان استمرارية النمو والرفاه للمجتمع.
- القبول على مستوى المحليات: حيث تقوم أكاديمية العلوم الصحية بترشيح طلابها على حسب الخطط التي تقدمها وزارات الصحة الولائية والتي تكون متوافقة مع الحاجة الفعلية لسد الفجوات على بهذه المحليات، الأمر الذي يساهم في استبقاء هذه الكوادر للخدمة في محلياتهم وتشغيل المؤسسات الصحية التي توقفت أو كادت لعدم وجود كوادر صحية.
- غزو مواطن اتخاذ القرار: من خلال النجاحات التي سبقت وتخريج أكثر من 8000 خريج في أكتوبر 2013 برعاية رئيس البلاد وحضور مساعده اكتسبت الأكاديمية ثقة قيادات الدولة حتى أن بعضهم تبنى تذليل مهام التسجيل والاعتراف من وزارة التعليم العالي كما ساهم الدعم السياسي في تذليل الكثير من العقبات خاصة على المستوى الولائي.
- مناصرة الخريجين: كافحت الأكاديمية لمناصرة خريجيها حتى أمنت لهم وظائف بالتعاون مع ولاة الولايات ووزارة القوى العاملة ووزارات الصحة بالولايات وحظا خريجي الأكاديمية بالتعيين الفوري حتى قبل تخرجهم في بعض الولايات.

## مسار أكاديمية العلوم الصحية مع وزارة التعليم العالي
تم اعتماد البرامج العلمية لأكاديمية العلوم الصحية وفق لوائح وضوابط وزارة التعليم العالي السودانية لتمنح وزارة التعليم العالي والبحث العلمي أكاديمية العلوم الصحية الحق في قبول الطلاب ومنحهم الدرجات العلمية بحسب شروط القبول العام المعمول بها وفق القانون. وقد اعترفت وزارة التعليم العالي بدرجات البكلاريوس مركزيا لتخصصات التمريض، القبالة والمختبرات في العاصمة الخرطوم وقد قبلت الدفعة الأولى في العام الدراسي 2011-2012م، وحازت الأكاديمية عضوية اتحاد الجامعات السودانية. ثم خرجت الأكاديمية في كرنفال التخريج بتاريخ 2 أكتوبر 2013 أكثر من 8000 خريج في مختلف البرامج لتلبي احتياجات المؤسسات الصحية بولايات السودان، وقد كان وقع التخريج مؤثراً على القيادة التنفيذية لوزارة الصحة الاتحادية ووزارة التعليم العالي ما دفع بقوة في اتجاه إجازة المراكز بالولايات. انعقدت بعدها لجنة لإجازة البرامج العلمية بمراكز الأكاديمية بالأفرع الولائية بكافة ولايات السودان، اختصت اللجنة باستكمال البنية التحتية وفق متطلبات وزارة التعليم العالي، واتبعت منهجية استباق وفد التعليم العالي بزيارتين لكل مركز ولائي. الأولى لاستقراء واقع المركز الولائي وتحديد البرامج التي تحتاجها الولاية وفق الخارطة الصحية القومية، والثانية لتوفير الاحتياجات المتخصصة والمعامل وإعداد المركز بصورة تضمن مطابقته لشروط وزارة التعليم العالي، وقد استمرت هذه اللجان في عمل مستمر خلال العامين 2013 و 2014م حتى تمكنت من إنجاز إجازة الكثير من البرامج بكل ولايات السودان مع نهاية العام 2014م ويتم التقديم للقبول العام لهم للعام 14-2015 بعدد 5554 طالب في مختلف ولايات السودان هذا غير القبول الخاص .